# Terrell McIntyre
Lance Terrell McIntyre (* 18. Oktober 1977 in Fayetteville, North Carolina) ist ein US-amerikanischer ehemaliger Basketballspieler. Bei einer Körpergröße von 1,75 m war er auf der Position des Point Guards aktiv.

## Laufbahn
McIntyre, ein 1,75 Meter großer Aufbauspieler, wechselte 1995 von der in Raeford (US-Bundesstaat North Carolina) gelegenen Hoke County High School an die Clemson University nach South Carolina. Er erzielte bis 1999 1839 Punkte für die Hochschulmannschaft und kam auf 577 Korbvorlagen. Damit platzierte er sich in der ewigen Bestenliste der Clemson University ebenso auf den vorderen Rängen wie mit seinen 259 erfolgreichen Dreipunktewürfen und 194 Ballgewinnen.
Er begann seine Karriere als Berufsbasketballspieler in Frankreich, dort verstärkte er in der Saison 1999/2000 den Erstligisten BCM Gravelines-Dunkerque und überzeugte mit 18,9 Punkten je Begegnung. Des Weiteren gab er pro Partie im Schnitt 5,6 Vorlagen, die von Mitspielern zu Korberfolgen genutzt wurden. McIntyre wurde in der Sommerpause 2000 vom deutschen Bundesligisten Braunschweig unter Vertrag genommen. Er war mit 18,5 Punkten und 7 Vorlagen in beiden statistischen Werten Mannschaftsbester, verließ die Niedersachsen aber im Laufe der Saison, nachdem Braunschweig aufgrund wirtschaftlicher Schwierigkeiten des Namens- und Hauptgeldgebers Metabox AG erheblich ins Wanken geraten war und den Spielern deutliche Gehaltskürzungen in Aussicht gestellt hatte.
Von 2001 bis 2003 spielte er in seinem Heimatland bei den Fayetteville Patriots in der NBA Development League. Zur Saison 2003/04 ging der Spielmacher nach Europa zurück, stand 2003/04 beim italienischen Zweitligisten Carife Ferrara unter Vertrag, 2004/05 verstärkte er in derselben Spielklasse die Mannschaft Orlandina Basket. 2005 gelang ihm der Sprung in die erste Liga Italiens. Er stand 2005/06 in Diensten von Bipop Carire Reggio Emilia, erzielte 16,9 Punkte je Begegnung für die Mannschaft.
Zwischen 2006 und 2010 stand McIntyre in Diensten von Montepaschi Siena. 2007, 2008, 2009 und 2010 wurde er mit der Mannschaft italienischer Meister, 2009 und 2010 gewann man des Weiteren den Pokalwettbewerb des Landes. Der US-Amerikaner wurde in den Spielzeiten 2006/07 und 2008/09 als bester Spieler der italienischen Liga ausgezeichnet. Seine statistische beste Saison in Siena war 2007/08, als er im Schnitt 14 Punkte sowie 5,3 Korbvorlagen erreichte. Zwischen 2007 und 2010 trat er mit Siena auch in der EuroLeague an. Seine überzeugendsten Punktwerte verbuchte McIntyre in dem Wettbewerb im Spieljahr 2008/09 (17,3/Spiel).
2010 unterschrieb McIntyre bei Unicaja Málaga, wo er jedoch nach einer Verletzung nicht mehr zu alter Leistungsstärke zurückfand. In 29 Einsätzen in der Liga ACB erzielte er 6,9 Punkte je Partie. Nach einigen Spielen für Virtus Bologna beendete er im November 2011 schließlich aufgrund von Hüftproblemen seine Karriere.
McIntyre ging in sein Heimatland zurück und holte an der Clemson University seinen Hochschulabschluss nach, welchen er 2015 erlangte. 2017 wurde er Mitglied des Trainerstabs an der Clemson University und bekam die Aufgabe, sich hauptverantwortlich um die Spielerentwicklung zu kümmern.